# Ambystoma californiense
Kỳ giông hổ California (Danh pháp khoa học: Ambystoma californiense) là một loài lưỡng cư trong họ Ambystomatidae có nguồn gốc từ California của Hoa Kỳ, chúng là loài dễ bị tổn thương. Trước đây được coi là một phân loài của loài kỳ giông hổ (Ambystoma tigrinum) nhưng loài kỳ giông hổ California gần đây đã được chỉ định một loài riêng biệt.

## Đặc điểm
Kỳ giông hổ California là một loài lưỡng cư có đời sống bí ẩn có kích thước tương đối lớn ở California. Những con trưởng thành có thể phát triển đến tổng chiều dài khoảng 7-8 inch. Nó có một cơ thể săn chắc và một cái mõm tròn. Những cá thể lớn có màu đen với những đốm màu vàng hoặc kem, những con nhỏ thì có màu xám xanh lục. Con kỳ giông hổ California có đôi mắt nhô ra màu nâu với đôi mắt màu đen.
Kỳ giông California phụ thuộc vào những hồ bơi và các ao nuôi và ao nuôi theo mùa khác để sinh sản, môi trường sống của nó bị giới hạn ở vùng lân cận của các hồ lớn hoặc các vùng nước tương tự. Nó được tìm tháy ở độ cao lên đến 1000 m (3200 ft). Những con trưởng thành di chuyển vào ban đêm từ môi trường sống ở vùng cao đến các điểm nuôi trồng thủy sản bắt đầu với lượng mưa lớn đầu tiên của mùa thu và mùa đông, và trở về môi trường sống ở vùng cao sau khi sinh sản.
Nó xuất hiện từ Sonoma County, đặc biệt là ở Laguna de Santa Rosa (bên ngoài vùng đồng bằng ngập lụt), phía nam đến Santa Barbara Count và các ao bị cô lập dọc theo Thung lũng Trung tâm từ Hạt Colusa đến Hạt Kern, và ở vùng ven biển. Cả hai quần thể Sonoma và Santa Barbara được liệt kê là nguy cơ tuyệt chủng kể từ năm 2000 và 2003. Sáu quần thể được tìm thấy ở Hạt Sonoma, Vùng Vịnh (Quận Stanislaus, Quận Tây Merced, và hầu hết Hạt San Benito), Thung lũng Trung tâm, Thung lũng San Joaquin phía Nam, Dải Bờ biển Trung tâm và Hạt Santa Barbara. 
Những con trưởng thành dành phần lớn cuộc sống của chúng dưới lòng đất, trong hang động được tạo ra từ các động vật khác chẳng hạn như sóc đất và chuột nang vì những con kỳ giông được trang bị kém để đào hang. Ít được biết về cuộc sống dưới lòng đất của chúng. Giai đoạn ngầm này thường được gọi là tương đương với việc ngủ đông, nhưng thực tế không bao giờ được quan sát, máy ảnh cáp quang trong hang động đã cho phép các nhà nghiên cứu chứng kiến những con kỳ giông tích cực tìm kiếm thức ăn. Những con trưởng thành được biết là ăn giun đất, ốc sên, côn trùng, cá và thậm chí cả động vật có vú nhỏ nhưng loài kỳ giông hổ California trưởng thành ăn rất ít.